# Utricularia bifida
Utricularia bifida — вид рослин із родини пухирникових (Lentibulariaceae).

## Біоморфологічна характеристика
Однорічник, наземний. Ризоїди і столони капілярні, розгалужені. Стебло (столони) мономорфне, ниткоподібне. Пастки на столонах і листках, на ніжках, кулясті, 0.5–1 мм. Листки виходять із столонових вузлів, нечисленні чи численні, на ніжках, листкові пластинки, від вузьколінійних до лінійно-ланцетних, 7–20(30) × 1–4 мм, плівчаста, гола, жилка 1, основа послаблена, край цільний, верхівка від закругленої до майже гострої. Суцвіття прямовисне, 2–40 см, 1–16-квіткові, голі. Частки чашечки 3–4 мм у період цвітіння й 5–6 мм при плодах, голі; віночок жовтий, 6–10 мм. Коробочка широко еліпсоїдної форми, 2.5–3 мм. Насіння косо-зворотно-яйцеподібне, 0.4–0.6 мм.

## Поширення
Зростає від південного сходу Азії до Австралії: Австралія, Китай, Гонконг, Макао, Корея, Японія, Тайвань, Бангладеш, Індія, Шрі-Ланка, Непал, Індонезія, Папуа Нова Гвінея, Камбоджа, Лаос, М'янма, Таїланд, В'єтнам, Індонезія, Малайзія, Філіппіни, Палау, Гуам.
Населяє вологий ґрунт і скелі, рисові поля, болота, вологі пасовища; від рівня моря до 2100 метрів.

## Використання
Його використовували для лікування сечостатевих захворювань.